# ОКА-3
«ОКА-3» — лёгкий одноместный учебный планёр, сконструированный в 1928 году студентом авиационного факультета Ленинградского политехнического института О. К. Антоновым и построенным в планерных мастерских Ленинградского Осоавиахима в 1928 году.

## Описание
В конструкции планёра О. К. Антонов воплотил «идею максимальной простоты и дешевизны». На нём впервые была применена расчаленная хвостовая балка — конструкция, впоследствии примененная на многих планёрах О. К. Антонова.